# Abraham Bertius
Pour les articles homonymes, voir Bertius et Pierre de la Mère de Dieu (homonymie).

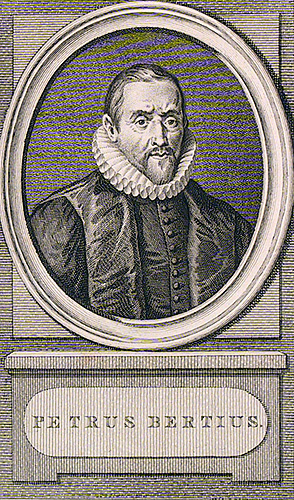
Pierre Bertius, père d'Abraham

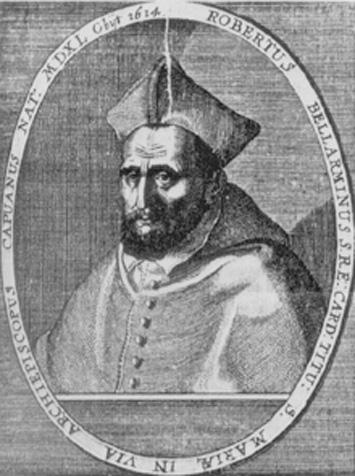
Robert Bellarmin, l'un des modèles d'Abraham

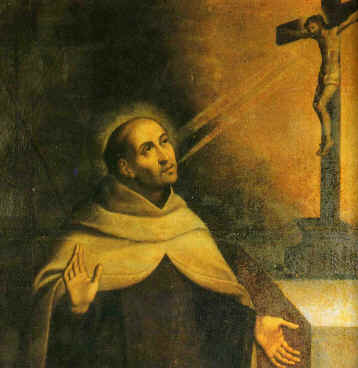
Jean de la Croix, inspirateur d'Abraham

Abraham Bertius (1610-1683) est un carme déchaux français, d'origine hollandaise, animateur de missions catholiques dans les Provinces-Unies gagnées au protestantisme, et auteur d'ouvrages apologétiques et spirituels, sous le nom de Pierre de la Mère de Dieu.

## Biographie
Abraham Bertius est né à Leyde (Pays-Bas), le 25 mars 1610, de Pierre Bertius et Anne-Marie Kuschelin. Disciple de Juste Lipse, son père figurait parmi les espoirs de la faculté calviniste de la ville, mais après avoir combattu les thèses de Gomar à Dordrecht, il s'était vu condamné par le synode de Leyde. Exilé à Paris, il obtint le poste de géographe royal et abjura le protestantisme en 1620, bientôt suivi par son épouse et leurs six enfants. Parmi ceux-ci, trois fils sont entrés chez les carmes déchaussés, à l'époque récemment introduits en France. L'aîné, Abraham, a fait profession à Charenton, le 29 juin 1628, sous le nom de Pierre de la Mère de Dieu, tandis que Paul de Jésus-Marie a prononcé les vœux le 1er juillet 1629, et Césaire de Saint-Bonaventure, le 18 juillet 1632. Tous trois se sont consacrés à l'apostolat missionnaire. C'est dans ce cadre que Pierre, à l'âge de vingt-neuf ans, est retourné en Hollande, où César l'avait précédé. Il profite de la situation politique tendue entre les Provinces Unies et l'Espagne (guerre de Quatre-Vingts Ans) pour offrir ses services pastoraux aux mercenaires français et wallons, envoyés par Richelieu pour soutenir les Hollandais. Sa situation est donc bien délicate car il se trouve en butte à la fois au clergé catholique local, inféodé à l'Espagne, et aux calvinistes, dont la ville universitaire de Leyde constituait l'une des plates-formes. Pierre devient toutefois ministre dans cette ville à partir de juin 1654. Il ne tarde pas à ranimer la paroisse franco-wallonne, grâce à ses conférences apologétiques tout particulièrement. Aussi obtient-il, en 1662, du nouveau délégué apostolique, Jean de Neercassel, de pouvoir établir une mission catholique à Amsterdam. Dans ce havre de tolérance, les missionnaires vont disposer, dès 1663, d'une église capable d'accueillir sept cents à huit cents fidèles, parée et ornée presque à la façon des pays libres. Il décédera vingt ans plus tard, à Oegstgeest, en octobre 1683.

## Postérité
On attribue parfois l'Histoire de la Mission de Hollande des carmes déchaussés à Pierre de la Mère de Dieu. En réalité, il n'en aurait écrit que le septième chapitre, dans lequel il raconte la mort de son prédécesseur Vincent, et l'auteur de ce livre serait son confrère, Louis de Sainte-Thérèse. En revanche, de son expérience en terre calviniste, dans les milieux universitaires hollandais, il a tiré un certain nombre d'ouvrages apologétiques. Outre Le souverain moyen de convaincre toutes sortes d'hérétiques, composé en 1645, il a publié ultérieurement, sur le même thème, un Modus convertendi hereticos, puis une Explication du Symbole des Apôtres et enfin une Claire démonstration des articles de la religion catholique. Cette dernière passe pour un classique du genre. Sans doute se trouve-t-elle complétée par le Bref catéchisme, édité lui aussi en 1671 à Anvers, sur le modèle des œuvres de Robert Bellarmin, l'un des champions de la Contre-Réforme. On attribue encore à Pierre une œuvre posthume, présentant de solides raisons pour fortifier les catholiques dans leur foi.

## Spiritualité
Pierre de la Mère de Dieu s'est également illustré dans la littérature spirituelle. À ce propos, il ne s'est pas contenté de traduire et d'adapter, avec l'accord de l'auteur, un guide eucharistique, la Manna communicantium de son confrère Juste de l'Assomption (Alexandre Roger), mais il a d'abord publié deux tomes respectivement consacrés à la connaissance et à l'amour du Christ. Après avoir détaillé méthodiquement les qualités de Jésus, l'auteur explique comment cette connaissance conduit à l'amour, en s'appuyant sur une définition de la charité, tirée du De doctrina christiana de saint Augustin. Dynamisé par ce mouvement de l'âme qui se porte à la jouyssance de Dieu et nous fait aimer nous-même et notre prochain, le croyant est témoin de la naissance, de la croissance, du dépérissement et de la renaissance de cet amour intérieur, jusqu'à la possession céleste et définitive de celui-ci. Ce passage de la connaissance à l'amour, se retrouve encore dans un livre en deux parties, que Pierre a consacré à la Vierge Marie. S'appuyant sur Augustin, mais aussi sur les autorités médiévales de Bernard de Clairvaux, Rupert de Deutz, Hugues et Richard de Saint-Victor, il y développe l'idée selon laquelle l'amour de la Vierge produit une certaine délectation pour la pensée et pour le cœur, qui est l'œuvre de l'Esprit Saint lui-même. Attentif à la vie mystique, Pierre a réfléchi sur le rapport entre contemplation et action dans le charisme carmélitain. Il en conclut que la contemplation n'obtient pas sa dernière perfection sans l'action, et ce pour deux raisons. Premièrement, parce que le travail apostolique entretient le goût de la contemplation qui, sans lui, viendrait à se perdre. Deuxièmement, parce que le dénuement qui accompagne l'itinéraire spirituel (non sans analogie avec la Nuit sanjuansite) libère l'âme de sa volonté propre, y compris pour le service pastoral.

### Œuvres
- La connaissance et l'amour de Jésus-Christ, Paris, 1646.
- La connaissance et l'amour de la Sacrée Vierge, Paris, 1646.
- Les vertus royales d'un jeune prince, Paris, 1647.
- Virtutes regiae quae juvenem decent principem, Paris, 1647.
- Modus convertendi hereticos, Paris, 1650.
- Explication du Symbole des Apôtres, de l'oraison dominicale et de la salutation angélique, Reims, 1653.
- Les fleurs du Carmel cueillies au parterre des carmes déchaussés de France, Anvers, 1670.
- Claire démonstration des articles de la religion catholique, apostolique et romaine, Anvers, 1671.
- Bref catéchisme, Anvers, 1671.
- Le réveil intérieur pour la sainte communion ou La manne eucharistique pour les dix jours de retraite, Lille, Fr. Fievet, 1691.

### Études
- Louis-Marie, « Pierre de la Mère de Dieu », Dictionnaire de spiritualité ascétique et mystique, Paris, Beauchesne, t. XII, 2e partie,‎ 1985, p. 1626-1628.